# Паудль Исоульфссон
Паудль Исоульфссон (исл. Páll Ísólfsson; 12 октября 1893, Стоксейри — 23 ноября 1974, Рейкьявик) — исландский композитор, органист, музыкальный педагог и дирижёр.

## Биография
Паудль родился в Симонархус в Стоксейри 12 октября 1893 года в семье Исоульфюра Паульссона, органиста и композитора, и Тюридюр Бьярднадоуттир. Паудль жил со своими родителями в Стоксейри до пятнадцати лет, затем в 1908 он переехал в Рейкьявик, где жил в семье своего дяди Йоуна Паулссона, казначея государственного банка. В Рейкьявике Паудль в течение нескольких лет изучал музыку у Сигфуса Эйнарссона, исландского композитора и придворного органиста.
В 1913 году Паудль уехал в Германию, где несколько лет изучал орган в Королевской музыкальной школе в Лейпциге в классе у Карла Штраубе, кантора всемирно известной Церкви Святого Фомы, где когда-то Иоганн Себастьян Бах исполнял обязанности кантора церковного хора. В 1917—1919 годах Паудль был помощником и заместителем Штраубе в церковном хоре и преподавателем в Королевской музыкальной школе. Затем он отправился в Париж для дальнейшего обучения у одного из крупнейших французских органистов — Жозефа Бонне. Живя во Франции Паудль давал много концертов в разных странах, особенно в Германии и Дании, и получил безоговорочное признание за свое искусство органиста. Но его мысли всегда были сосредоточены на Исландии, поэтому в 1921 году он возвратился на родину и начал заниматься музыкой в Исландии.
Единственной постоянной музыкальной работой, доступной в то время в Исландии, был Духовой оркестр Рейкьявика. Паудль стал дирижёром этого оркестра и управлял им в течение следующих 12 лет. В 1930 году Паудль получил награду от Альтинга за выдающиеся достижения в музыке, а также стал руководителем созданной в этом же году Музыкальной школы Рейкьявика и членом Государственного совета по радиовещанию. Должность руководителя школы он занимал бессменно до 1957 года, а членом госсовета по радиовещанию, музыкальным консультантом и музыкальным руководителем государственного радиовещания он был практически непрерывно до 1959 года.
Паудль приложил неоценимые усилия для создания музыкальной культуры в Исландии. Кроме работы в музыкальной школе и на радио, он некоторое время преподавал игру на органе в Университете Исландии, много лет писал музыкальные обзоры для газеты Моргунбладид, был органистом Свободной церкви в Рейкьявике в 1926—1939 годах, а затем органистом в Кафедральном соборе Рейкьявика с 1939 по 1967 год. Паудль часто выступал на концертах, как органист, пианист, певец и дирижёр, а также руководил Симфоническим оркестром Рейкьявика при исполнении первой оратории в Исландии — «Сотворение мира» Гайдна.

## Награды
За свои заслуги Паудль получил в 1945 году звание почетного доктора Университета Осло, а в 1956 году он был принят в члены Шведской королевской музыкальной академии в Стокгольме.
В январе 1940 года Паудль, как выдающийся исландский органист, получил Рыцарский крест ордена Исландского сокола, в январе 1950 года за достижения в исландкой музыке — Большой Рыцарский крест, а июне 1967 — Большой Рыцарский крест со звездой ордена Исландского сокола. В марте 1969 года, получив Большой крест за достижения в музыке Исландии, Паудль Исоульфссон стал полным кавалером ордена Исландского сокола.

## Творчество
За свою жизнь Паудль несколько опер и ораторий, множество церковных хоралов, органных концертов и прелюдий, камерной вокальной и инструментальной музыки, а также ряд произведений «популярного» характера. Его искусство уходит корнями в романтико-классическое культурное наследие, но в то же время его произведения несут отпечаток исландской культуры. Композитор Йоун Тораринссон говорил, что произведения Паудля Исоульфссона романтичны по внешнему виду, добротны по структуре и классические по форме. Они выглядят очень скандинавскими и мужественными, и во многих из них чувствуется сильное влияние исландских народных песен.
Среди опубликованных произведений Паудля есть фортепианные сонаты, сюиты и пьесы, несколько десятков хоральные прелюдии для органа или фисгармонии и три песенных издания. Кроме того, отдельно были опубликованы многочисленные песни и кантаты, а также две большие оркестровые работы («Hátíðarforleik» в 1950 году и «Hátíarmar» в 1961) и несколько музыкальных пьес («Gullna hliðið», «Veizlan á Sólhaugum» и «Myndabók Jónasar»).